# Polygenis hopkinsi
Polygenis hopkinsi är en loppart som beskrevs av Mendez 1977. Polygenis hopkinsi ingår i släktet Polygenis och familjen Rhopalopsyllidae. Inga underarter finns listade i Catalogue of Life.